# Dongfeng Liuzhou Motor
Dongfeng Liuzhou Motor Co., Ltd. est une filiale de Dongfeng Motor Corporation, située dans la ville de Liuzhou, dans la région autonome de Guangxi, en Chine.
Elle fabrique des voitures particulières vendues en Chine sous la marque Dongfeng Fengxing. Celles-ci incluent le petit monospace Jingyi également connu sous le nom de Joyear, la berline Jingyi S50 et le grand monospace S500, ainsi que deux fourgonnettes, le Ling Zhi (également connu comme Future) et le CM7. Certains de ces modèles sont également vendus sur les marchés d'Amérique latine comme le Chili et le Pérou sous les marques Dongfeng, DFM ou DFLZ. 
Dongfeng Liuzhou produit également des camions sous les marques Dongfeng Chenglong, BaLong et LongKa. 

## Véhicules
Série Forthing : 
- Forthing T5
- Forthing T5 Evo
- Forthing T5L

Série Fengxing: 
- Fengxing SX6 / Fengxing SX6 EV
- Fengxing S500 / Fengxing S500 EV
- Fengxing F600
- Fengxing CM7

Véhicules utilitaires Lingzhi : 
- Lingzhi V3
- Lingzhi M3
- Lingzhi M5

Série Jingyi : 
- Jingyi S50/Jingyi S50 EV
- Jingyi X3
- Jingyi X5
- Jingyi X6

## Galerie
|                      |
| Dongfeng Fengxing T5 |

|                                                          |
| Dongfeng Fengxing T5 (2019 National Standard VI version) |

|                       |
| Dongfeng Fengxing T5L |

|                                |
| Dongfeng Fengxing Jingyi X5 II |

|                    |
| Fengxing Jingyi X6 |

|                       |
| Dongfeng Fengxing SX6 |

|                              |
| Dongfeng Fengxing Jingyi S50 |

|                        |
| Dongfeng Fengxing S500 |

|                              |
| Dongfeng Fengxing Lingzhi M3 |

|                              |
| Dongfeng Fengxing Lingzhi M5 |

|                       |
| Dongfeng Fengxing CM7 |